# Ichneumon grandisops
Ichneumon grandisops là một loài tò vò trong họ Ichneumonidae.